# История языка маратхи
Индийские языки, принадлежащие к индоарийской языковой семье, включая маратхи, произошли от ранних форм пракрита. Маратхи — один из нескольких языков, которые произошли от махараштри пракрита. Дальнейшие изменения привели к появлению языков апабхранша, таких как древний маратхи, однако это оспаривается Блохом (1970), который утверждает, что апабхранша образовалась после того, как маратхи уже отделились от среднеиндийского диалекта.
Самый ранний пример махараштри как отдельного языка датируется примерно III веком до нашей эры: каменная надпись, найденная в пещере в Нанегхате, Джуннар в округе Пуна, была написана на махараштри с использованием шрифта Брахми. Комитет, назначенный правительством штата Махараштра для получения классического статуса маратхи, заявил, что маратхи существовал по крайней мере 2300 лет назад наряду с санскритом как родственным языком. Маратхи, производное от махараштри, вероятно, впервые засвидетельствовано в надписи на медной пластине 739 г. н. э., найденной в Сатаре. Несколько надписей, датируемых второй половиной XI века, содержат маратхи, который обычно добавляется к санскриту или каннаде в этих надписях. Самые ранние надписи, посвящённые только маратхи, были выпущены во время правления династии Шилахаров, включая Каменную надпись около 1012 г. н. э. из Акши талука округа Райгад и надпись 1060 или 1086 г. н. э. на медной пластине из Дайва, в которой записано предоставление земли (аграхара) брамину. В двухстрочной надписи 1118 г. н. э. на маратхи в Шраванабелаголе записан дар Хойсалы. Эти надписи предполагают, что маратхи был стандартным письменным языком к XII веку. Однако нет никаких записей о какой-либо литературе, созданной на маратхи до конца XIII века.

## Период Ядавов
После 1187 года н. э. использование маратхи существенно выросло в надписях царей Сеуны (Ядавов), которые ранее использовали каннада и санскрит в своих надписях. Маратхи стал доминирующим языком эпиграфики в течение последнего полувека правления династии (XIV век) и, возможно, был результатом попыток ядавов установить связь со своими маратхи-говорящими субъектами и отличить себя от говорящих на каннада хойсалов.
Дальнейшее развитие и использование языка было связано с двумя религиозными сектами — пантханами Маханубхава и Варкари — которые приняли маратхи в качестве среды для проповеди своих доктрин преданности. Маратхи использовалось в придворной жизни во времена царей Сеуны. Во время правления последних трёх царей Сеуны было создано большое количество литературы в стихах и прозе по астрологии, медицине, Пуранам, Веданте, царям и придворным. Налопахьян, Рукмини сваямвар и Джьотишратнамала Шрипати (1039 год) являются несколькими примерами.
Самая старая книга в прозе на маратхи, Вивекасиндху (विवेकसिंधु), была написана Мукундараджей, натх-йогом и ранним поэтом маратхи. Мукундараджа основывает своё изложение основных принципов индуистской философии и йога-марги на высказываниях или учениях Шанкарачарьи. Другая работа Мукундараджи, Парамамрита, считается первой систематической попыткой объяснить Веданту на языке маратхи.
Яркими примерами прозы маратхи являются «Лилакаритра» (लीळाचरीत्र), события и анекдоты из наполненной чудесами жизни Чакрадхара Свами из секты Маханубхава, составленные его близким учеником Махимбхаттой в 1238 году. «Līḷācarītra» считается первой биографией, написанной на языке маратхи. Второе важное литературное произведение Махимбхатты — это «Шри Говиндапрабхучаритра» или «Рудхипурчаритра», биография гуру Шри Чакрадхара Свами, Шри Говинда Прабху. Предположительно, была написана в 1288 году. Секта Маханубхава сделала маратхи средством распространения религии и культуры. Литература Маханубхавы обычно включает произведения, которые описывают воплощения богов, историю секты, комментарии к Бхагавад Гите, поэтические произведения, повествующие о жизни Кришны, а также грамматические и этимологические труды, которые считаются полезными для объяснения философии секты.

## Средневековье и период Деканских султанатов
Святой варкари XIII века Днянешвар (1275—1296) написал трактат на маратхи о Бхагават-Гите, в народе называемый Днянешвари и Амрутанубхава.
Мукунд Радж был поэтом, жившим в XIII веке; он считается первым поэтом, сочинявшим на маратхи. Он известен своими «Вивека-сиддхи» и «Парамрута» — метафизическими пантеистическими трудами, связанными с ортодоксальным ведантизмом.
Святой поэт XVI века Экнатх (1528—1599) хорошо известен тем, что написал Экнатхи Бхагават, комментарий на Бхагават Пурану и песни преданности под названием Бхарад. Муктешвар, сын Экнатха, перевёл Махабхарату на маратхи; Тукарам (1608—1649) превратил маратхи в богатый литературный язык. Тукарам написал более 3000 абхангов, или религиозных песен.
Маратхи широко использовалось в период султаната. Хотя правители были мусульманами, местные феодалы-помещики и сборщики доходов были индуистами, как и большинство населения. Чтобы упростить администрирование и сбор доходов, султаны поощряли использование маратхи в официальных документах. Тем не менее, язык маратхи той эпохи сильно персианизирован в плане лексики. Персидское влияние продолжается и по сей день со многими происходящими из персидского языка словами, используемыми в повседневной речи, такими как bāg (сад), kārkhānā (фабрика), shahar (город), bāzār (рынок), dukān (магазин), hushār (умный), kāḡaḏ (бумага), khurchi (стул), jamin (земля), jāhirāt (реклама) и hazār (тысяча). Маратхи также стал языком управления во время Ахмаднагарского султаната. Адил-шахи из Биджапурского султаната также использовали маратхи для управления и ведения записей.

## Империя маратхов
Маратхи получил известность с подъёмом Империи маратхов, начиная с правления Чхатрапати Шиваджи. При нём язык административных документов стал менее «персидским». Если в 1630 году 80 % словарного запаса составлял персидский, то к 1677 году эта доля упала до 37 %. Самарт Рамдас был современником Шиваджи. Он выступал за единство маратхов для распространения индуистской дхармы. В отличие от святых варкари, в его сочинениях есть сильное антиугнетательское настроение. Последующие правители маратхов расширили империю на север до Пешавара, на восток до Одиши и на юг до Танджавура в Тамилнаде. Это продвижение маратхов помогло распространить маратхи на более широкие географические регионы. В этот период маратхи также использовался в сделках, связанных с землёй и другими занятиями. Документы этого периода, таким образом, дают лучшее представление о жизни простых людей. С этого периода существует много бахари, написанных шрифтом маратхи и моди. Но к концу XVIII века влияние Империи маратхов на большую часть страны пошло на убыль.

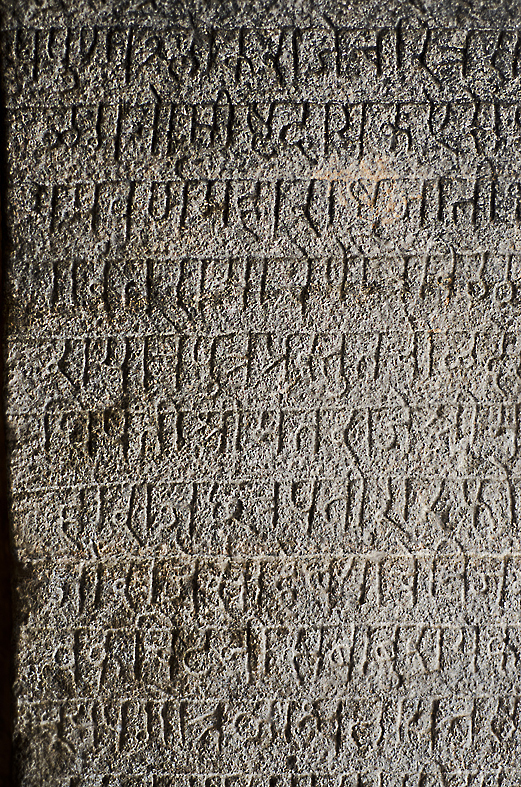
Надпись на маратхи внутри храмового комплекса Брахадисвара, Танджавур

В XVIII веке во время правления Пешвы были созданы некоторые известные произведения, такие как «Ятхартхадипика» Вамана Пандита, «Наладамаянти Сваямвара» Рагхунатха Пандита, Пандава Пратап, Харивиджай, Рамвиджай Шридхара Пандита и «Махабхарата» Моропанта. Кришнадаярнава и Шридхар были поэтами в период пешвы. В этот период успешно экспериментировали с новыми литературными формами и возродили классические стили, особенно формы Махакавья и Прабандха. Самые важные агиографии святых Варкари Бхакти были написаны Махипати в XVIII веке. Другими известными литераторами XVII века были Муктешвар и Шридхар. Муктешвар был внуком Экнатха и является самым выдающимся поэтом в метре Ови. Он наиболее известен переводом Махабхараты и Рамаяны на маратхи, но доступна только часть перевода Махабхараты, а весь перевод Рамаяны утерян. Шридхар Кулкарни происходил из области Пандхарпур, и его работы в определённой степени вытеснили санскритские эпосы. В этот период также были развиты повада (баллады, исполняемые в честь воинов) и лавани (романтические песни, исполняемые с танцами и такими инструментами, как табла). Крупнейшими поэтами-композиторами песен повады и лавани XVII и XVIII веков были Анант Фанди, Рам Джоши и Хонаджи Бала.

## Британский колониальный период
Британский колониальный период, начавшийся в начале 1800-х годов, ознаменовался стандартизацией грамматики маратхи благодаря усилиям христианского миссионера Уильяма Кэри. В словаре Кэри было немного статей, а слова маратхи были на деванагари. Переводы Библии были первыми книгами, напечатанными на маратхи. Эти переводы Уильяма Кэри, американской миссии маратхи и шотландских миссионеров привели к развитию своеобразного пиджинизированного маратхи под названием «Миссионерский маратхи» в начале 1800-х годов. Самый полный маратхи-английский словарь был составлен капитаном Джеймсом Томасом Молсвортом и майором Томасом Кэнди в 1831 году. Книга всё ещё печатается спустя почти два столетия после публикации. Колониальные власти также работали над стандартизацией маратхи под руководством Джеймса Томаса Молсворта и Кэнди. Для этой задачи они использовали брахманов Пуны и приняли диалект с преобладанием санскрита, на котором говорит элита города, в качестве стандартного диалекта для маратхи.
Первый перевод Нового Завета на маратхи был опубликован в 1811 году издательством Серампур Уильяма Кэри. Первая газета на маратхи под названием Дурпан была основана Балшастри Джамбхекаром в 1832 году. Газеты стали платформой для обмена литературными взглядами, было написано много книг о социальных реформах. Первое периодическое издание на маратхи «Диргадаршан» было выпущено в 1840 году. Язык маратхи процветал, так как драма маратхи стала популярной. Также развивались мюзиклы, известные как Сангит-Натак. Кешавасут, отец современной поэзии маратхи, опубликовал своё первое стихотворение в 1885 году. В конце XIX века в Махараштре появился эссеист Вишнушастри Чипланкар с его периодическим изданием «Нибандхмала», в котором были эссе с критикой социальных реформаторов, таких как Пхуле и Гопал Хари Дешмукх. Он также в 1881 году основал популярное в то время периодическое издание маратхи под названием Kesari. Позже под редакцией Локаманья Тилака газета сыграла важную роль в распространении националистических и социальных взглядов Тилака. Тилак также был против межкастового брака, особенно против брака, когда женщина из высшей касты выходила замуж за мужчину из низшей касты. Пхуле и Дешмук также основали свои собственные периодические издания Динбандху и Прабхакар, критиковавшие преобладающую индуистскую культуру того времени. В XIX веке и в начале XX века было опубликовано несколько книг по грамматике маратхи. Известными грамматиками этого периода были Тархадкар, А. К. Кхер, Моро Кешав Дамле и Р.Джоши.
Первая половина XX века была отмечена новым энтузиазмом в литературных занятиях, а общественно-политическая активность помогла достичь важных вех в литературе маратхи, драме, музыке и кино. Расцвела современная маратхская проза: например, биографические произведения Н. К. Келкара, романы Хари Нараяна Апте, Нараяна Ситарама Пхадке и В. С. Хандекара, националистическая литература Винаяка Дамодара Саваркара и пьесы Мамы Вареркар и Кирлоскара.

## Маратхи с момента обретения Индией независимости

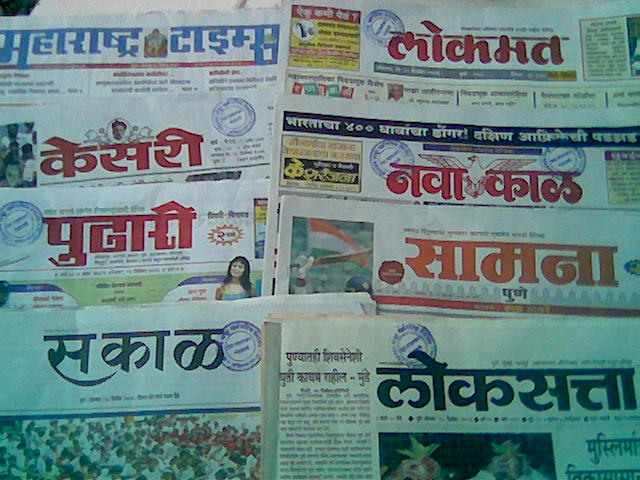
Популярные газеты на маратхи в киоске печати в Мумбаи, 2006

После обретения Индией независимости маратхи получил статус официального языка на национальном уровне. В 1956 году тогдашний штат Бомбей был реорганизован, в результате чего большинство регионов, говорящих на маратхи и гуджарати, были объединены в один штат. Дальнейшая реорганизация штата Бомбей 1 мая 1960 года привела к созданию штата Махараштра, говорящего на маратхи, и штата Гуджарат, говорящего на гуджарати. Благодаря государственной и культурной защите, маратхи добился больших успехов к 1990-м годам. Литературное мероприятие под названием «Ахил Бхаратия Маратхи Сахитья Саммелан» (Всеиндийское литературное собрание маратхи) проводится каждый год. Кроме того, ежегодно проводится Akhil Bharatiya Marathi Natya Sammelan (Всеиндийский съезд театра маратхи). Оба мероприятия очень популярны среди говорящих на маратхи.
Известные работы на маратхи во второй половине XX века включают «Яяти» Хандекара, который принёс ему премию Джнянпитх. Также пьесы Виджая Тендулкара на маратхи заработали ему репутацию за пределами Махараштры. П. Л. Дешпанде (широко известный как Пу Ла), Вишну Ваман Ширвадкар, П.К. Атре и Прабодханкар Теккерей также были известны своими сочинениями на маратхи в области драмы, комедии и социальных комментариев.
Термин «литература далитов» был впервые использован в 1958 году, когда в Мумбаи прошла первая конференция Махараштры Далит Сахитья Сангха (Литературное общество Махараштры Далит), движения, вдохновлённого социальным реформатором XIX века Джотибой Пхуле и выдающимся лидером далитов, доктором Бхимрао Амбедкаром. Бабурао Багул (1930—2008) был пионером писаний далитов на маратхи. Его первый сборник рассказов «Джевха Ми Джат Хорали» (जेव्हा मी जात चोरली, «Когда я украл свою касту»), опубликованный в 1963 году, произвёл фурор в литературе маратхи своим страстным изображением жестокого общества и, таким образом, придал новый импульс развитию далитской литературы на маратхи. Постепенно вместе с другими писателями, такими как Намдео Дхасал (который основал Dalit Panther), эти писания далитов проложили путь к укреплению далитского движения. Среди известных далитских авторов, пишущих на маратхи, — Арун Камбл, Шантабай Камбл, Раджа Дхале, Намдев Дхасал, Дайя Павар, Аннабхау Сатхе, Лакшман Мане, Лакшман Гайквад, Шаранкумар Лимбале, Бхау Панчбхай, Кишор Шантабай Кале, Нарендра Ядхав, Кешав Мешрам, Урмила Павар, Винай Дхарвадкар, Гангадхар Пантаване, Кумуд Павде и Джьоти Ланджевар.
В XXI веке среди родителей, говорящих на маратхи, из всех социальных слоёв в крупных городах, наблюдается тенденция отправлять своих детей в школы с английским языком обучения. Есть некоторые опасения, что это может привести к маргинализации языка.